# Берцано ди Тортона
Берцано ди Тортона (итал. Berzano di Tortona) је насеље у Италији у округу Алесандрија, региону Пијемонт.
Према процени из 2011. у насељу је живело 27 становника. Насеље се налази на надморској висини од 285 м.

## Становништво
| 1931. | 1936. | 1951. | 1961. | 1971. | 1981. | 1991. | 2001. | 2011. |
| ----- | ----- | ----- | ----- | ----- | ----- | ----- | ----- | ----- |
| 305   | 311   | 265   | 223   | 192   | 167   | 143   | 132   | 171   |